# Ludwig Hölty
Ludwig (Christoph Heinrich) Hölty (Mariensee, 21 décembre 1748 – Hanovre, 1er septembre 1776) est un poète allemand, connu surtout pour ses ballades.

## Biographie
Hölty naît dans l'Électorat de Hanovre, dans le village de Mariensee (aujourd'hui partie de Neustadt am Rübenberge) où son père était pasteur. En 1769, il fait des études de théologie à l'Université de Göttingen. C'est là qu'il forme une étroite amitié avec Johann Martin Miller, Johann Heinrich Voss, Heinrich Christian Boie, les frères Stolberg et d'autres, et devient l'un des fondateurs de la célèbre société de jeunes poètes connus comme le Göttinger Hainbund ou simplement le Hain. Cependant, en quittant l'université en 1774, il abandonne son intention de devenir un pasteur, mais n'épouse aucune profession. Il meurt à Hanovre de tuberculose.
Hölty est le plus doué des poètes lyriques du cercle de Göttingen. Il est influencé par Johann Uz et Friedrich Klopstockhaus, mais son amour pour le lied populaire et son plaisir de la nature l'a préservé du factice d'Uz et de la douceur de Klopstockhaus. Un caractère mélancolique traverse toutes les paroles de ses lieder. Ses ballades sont précurseurs des richesses du genre ballade dans la littérature, fondé sur les modèles anglais, apparus en Allemagne au cours des années suivantes. Parmi ses poèmes les plus connus, citons : « Üb' immer Treu' und Redlichkeit » (1776), « Tanzt dem schönen Mai entgegen »et « Wer wollte sich mit Grillen plagen » (1776).
Pour beaucoup, l'incipit du poème d'Hölty « Der alte Landmann un seinen Sohn » (« Le vieux fermier à son fils ») est l'incarnation de toutes les vertus prussiennes. Ce poème a été mis en musique par Mozart d'une mélodie adaptée de l'aria « Ein Mädchen oder Weibchen » emprunté à son opéra La Flûte enchantée (1791). La mélodie a été jouée quotidiennement par le carillon de l'Église de Garnison de Potsdam, où Frédéric le Grand, fut d'abord enterré. Le texte se lit comme suit: « Üb' immer Treu und Redlichkeit / Bis dein kühles Grab; / Und weiche keinen Fingerbreit / Von Gottes Wegen ab. » Traduction : « Soyez toujours fidèle et l'honnête / Jusqu'à la froide tombe; / Et ne pas s'éloigner d'un pouce / du chemin du Seigneur. ».
Le recueil des Gedichte (poèmes) de Hölty a été publié par ses amis, le Comte Friedrich Leopold de Stolberg et J. H. Voss, à Hambourg, en 1783. Une nouvelle édition, élargie par Voss avec une biographie, est sorti en 1804, suivi par une autre, plus complète, mais encore imparfaite, par F. Voigts (Hanovre, 1857). La première édition complète est celle de Karl Halm (Leipzig, 1870), qui a eu accès aux manuscrits qui n'étaient pas encore connus.
Beaucoup de poèmes de Hölty ont été mis en musique par les compositeurs de langue allemande, tels que Mozart, Beethoven, Schubert, Mendelssohn et Brahms. Plusieurs rues et les écoles allemandes sont nommés d'après son nom, notamment le Hölty-Gymnasium à Wunstorf, près de Hanovre. En 2008, la biennale du prix de poésie Hölty a été créé en son nom.